# 日朗
日朗（にちろう）は、鎌倉時代の日蓮宗・法華宗の僧。日蓮六老僧の一人。号は筑後房。大国阿闍梨とも称する。日朗門流・池上門流・比企谷門流の祖。下総国の出身。父は平賀有国。

## 略歴
文応2年（1261年）、日蓮を師として法を学んだ。文永8年（1271年）、日蓮の流罪の際、土牢に押込となる。文永11年（1274年）、佐渡に流罪となっていた日蓮を8回訪ね、赦免状を携えて佐渡に渡る。
弘安5年（1282年）、池上宗仲の協力のもと、池上本門寺の基礎を築いた。延慶2年（1309年）、千葉胤貞の妻より土地の寄進を受け、本土寺を建立する。
元応2年（1320年）、安国論寺にて荼毘に付され、法性寺に葬られた。

## 日朗ゆかりの寺
三長三本…山号に「長」・寺号に「本」が付く3ヶ寺で、日朗が延慶2年（1309年）正月に著した置文によって定めたもの。
- 長興山妙本寺（神奈川県鎌倉市）（相模国）
- 長谷山本土寺（千葉県松戸市）（下総国）
- 長栄山本門寺（東京都大田区）（武蔵国）

三長三本に長久山本成寺を加え「四長四本」と称する事もある。
- 長久山本成寺（新潟県三条市）（越後国）（法華宗陣門流総本山）

弟子・日印の開山で山吉氏が建立した青蓮華寺に初祖となることを承諾し、「長久山本成寺」という名を与えている。

## 日朗の弟子
- 九老僧（朗門の九鳳）
  - 日像
  - 日輪
  - 日善
  - 日傳
  - 日範
  - 日印
  - 日澄
  - 日行
  - 朗慶